# 全日本中学校排球选手权大会
全日本中学校排球选手权大会（日语： Zennihon Chūgakkō Barēbōru Senshuken Taikai）是每年8月在日本举办的中學校排球锦标赛。第1届锦标赛于1971年举行；自1975年以来，该项锦标赛改为在全国中学校体育大会举办地区进行。

## 赛事赛制
全日本都道府县分为九大赛区，每个赛区有不等额的出线名额，共计35个代表权；此外赛事主办地额外获得1个代表权。因此，整个全日本中学校排球选手权大会的参赛学校为36所学校。全日本中学校排球选手权大会第一阶段为预赛，36所学校分为9组（4所学校一组），每组前三名进入复赛。复赛采取淘汰赛制，最终进行决赛。

## 相关词条
- 全国都道府县对抗中学排球大会（日语：全国都道府県対抗中学バレーボール大会）
- 全国中学校体育大会